# 戴國煇
戴國煇（1931年4月15日—2001年1月9日），臺灣桃園平鎮客家人，臺灣近代歷史學家，首開七十年代研究霧社事件、二二八事件風氣之先，也最早提出「臺灣主體性」一詞。曾任日本文部大臣外籍諮詢委員、中華民國國家安全會議諮詢委員。去世後，其遺孀林彩美整理其藏書、手稿，於2011年4月14日發表為《戴國煇全集》共二十七冊。

## 生平
戴國煇於1931年出生於臺灣日治時期的新竹州平鎮庄（今桃園市平鎮區）。由於戴國煇的祖父和父親都視日語為「賊」用的語言，對日語相當地排斥，因此戴國煇的日語學習起步較晚；這也導致當戴國煇進入州立新竹中學就讀時，因日語的發音而遭日籍教師凶惡地罵為「支那人」、「清國奴」。1945年，日本戰敗，戴國煇躋身在夾道歡迎國民政府的人群中。1947年，臺灣發生二二八事件，當時就讀建國中學的戴國煇亦親眼目睹軍警的鎮壓。家庭教育、日本殖民統治、對「臺灣光復」的歡迎、以及在二二八事件中的親身經歷，都影響戴國煇後來的歷史研究方向和思維。
1955年，戴國煇赴日本就讀東京大學農經系。在東京大學攻讀博士班的時候，開辦東京大學中國同學會，並先後擔任第一、二屆總幹事。曾在1961年以東京大學中國同學會總幹事的身分邀請時任中國農村復興聯合委員會農業經濟組技正李登輝赴日演講，李登輝勉勵他「多多考慮，用一點心研究臺灣經濟史」。也因其開辦東京大學中國同學會、並籌組讀書會，被中華民國駐日本大使館認定為左傾、沒收其中華民國護照，而無法返臺。後來直至1969年，去國13年後，方始第一次回臺訪問。
1963年，時任中國國民黨中央委員會副秘書長徐慶鐘和總統府資政丘念台先後赴日安撫留日學生，其間曾遊說戴國煇回臺服務，但為戴以其志在研究而婉拒。1971年，戴國煇因不滿當時的臺灣以研究台灣史為禁忌，而日本又以研究「明日之星」的中國大陸為尚，故在日創辦「東寧會」著手研究台灣史，並開研究霧社事件、二二八事件之風氣之先；其後東寧會改名為「台灣近現代史研究會」。其後又和吳濁流、比嘉春潮等結納，並任日本崇正總會報紙《客家之聲》的編輯。1981年出版其後為魏廷朝所翻譯的《臺灣霧社蜂起事件：研究與資料》，1983年又以筆名「梅村仁」在《台灣與世界》雜誌連載《二二八史料舉隅》。其後針對臺灣議題在各地進行演講。
台灣近現代史研究會出版霧社事件史料書《霧社事件研究與史料》，此書在日本銷量不錯，卻有日本黑道人士恐嚇戴國煇“你這個清國奴，你賺著日本的錢，還敢罵日本”，戴國煇答覆“請你們去讀一讀，那本書裡所用的資料都出自於日本政府出版的刊物，我沒有亂寫，我所講的都有根據”。
1983年7月2日，戴國煇於美國中西部夏令營的演講，直言臺灣獨立運動歌頌日本殖民統治政績的危險：
台獨認為日本給台灣帶來了資本主義、促進了現代化云云的話，日本人一般聽起來很順耳，很可能就變成了甜言蜜語，這個可要害人不淺，危害的範圍很可能還要擴展到東南亞。……
一般日本人若是認為殖民地統治能做出好事，並且有「曾經受過統治的民族」出來見證時，日本老百姓向哪裡去學歷史的教訓呢？很可能他們還會重踏他們的老路子也說不定；如此的話，當然亞洲全域難保和平，中日兩國的友好關係也無法樹立。
我的憂慮從台灣出發，一直到有關亞洲的和平。我認為，我們台籍人士假若沒有搞好台灣史的話，將會自誤誤人；同時也擔心，台籍知識分子因不諳台灣史的真面目，而被借為「殖民統治史的見證人」害己禍人，並且可能給亞洲帶來了不幸。所以我立志修台灣史。……
日本史書一直以「割讓」來敘述日本統治台灣的契機。清朝既然把台灣割讓給日本，這個該是合法的，不能視為侵略；日本人如此主張。
第一代台獨人士的言論，尤其是邱永漢、王育德兩氏的言論，給日本人帶來「負」的歷史意識：他們以東京帝大的校友、以台灣人的「菁英（elite）」姿態立論著書，來肯定日本帝國主義給台灣農業帶來了資本主義、給台灣現代化奠了基、給台灣農業帶來了現代化水利設施－－好比嘉南大圳等等。這些言論以日文發表，它不但變成了「媚藥」，還幫助了日本人，把他們原來已經很稀薄的殖民地統治罪惡感沖淡了不少。……
只從殖民地統治遺留下來的「成果」來評估殖民地「母國」的功過，是不充分的。就台灣而言，日本人把糖廠留下來並不是他們自願的；日本戰敗了，被逼捲了鋪蓋滾回日本，萬不得已留下糖廠，這才是真相。
我始終不能瞭解一些黨外人士最近的言論，他們喜歡提出「一千八百萬的全體台灣人」云云的話。我認為他們的提法雖然比起台獨第一代等人士常把省籍矛盾無限擴大成民族矛盾那一類的言論有些進步，但我覺得一千八百萬人云云的提法既沒有「內容」、亦是含糊不清的。至於有強逼一些大陸籍人士或大陸籍人士的後裔認同「台灣人」為至上課題，這一種強姦民意的作法是少有效果的，它亦不該是我們追求民主自由、人權至上人士來肯定的行為。
最近黨外論壇內部，有意無意的一而再、再而三地提出「台灣意識」，或有意地強調「台灣人意識」的成長和成熟。我認為他們有一點焦急，有意迴避客觀現實、輕視歷史過程，而一心一意、一廂情願地把自己的「理念」、主觀願望道出來；這個有一點像東條英機提倡大和魂、高揚日本精神的作法。……
〈龍的傳人〉為何能在台灣校園歌曲中保持它的長期地位，還不值得高唱「台灣人意識成長論」者探討的嗎？一千八百萬「台灣人」應該包含有多元的存在；我們只要不是裝糊塗、缺乏社會科學學養的話，我們是不作這一種提法的。不過我還是同情，那些正在玩「政治魔術」的黨外民意代表們不得不做出那一種呼籲的處境；但是，這一種同情是屬於「情絲」一類的，不是一種社會科學的洞察。
1985年6月，戴國煇批評「台灣民族優秀論」：
最近我發現，圍繞著我們台籍僑界、甚至於島內「黨外」界，正在醞釀有「接受『台灣民族論』為檢驗真理的唯一標準」的一種怪氣氛，並唱「台灣民族優秀論」的高調。我得敬告諸位：這一種氣氛和順耳的高調，或許能得勢於一時；但搞不好處理不妥，很可能會變成「台灣式法西斯主義」的「鬼胎」，如此的話，它將引起的災禍將是無窮。……
希特勒認為，他們的日耳曼民族是最優秀的；日本軍國主義者也夜郎自大地大誇他們的國，大談他們的「大和民族優秀論」與「大和魂無敵論」。史實已告訴我們，他們有過甚多的老百姓喝了「迷湯」後被捲入漩渦裡頭：他們誤信了它，惹起不甚小的災禍，害人傷己，還殺了不少人，賠了甚多的命。
1996年，戴國煇在任教二十年後，自日本立教大學退休。1996年5月，時任中華民國總統的李登輝聘為中華民國國家安全會議諮詢委員，戴國煇遂因此舉家遷回臺灣。戴國煇質疑李登輝的兩國論與其過度依附日本及美國的政治路線，認為日本與美國最終將以自己的國家利益來考慮台灣海峽兩岸關係，認為台灣應保持「自立（非獨立，非分離）、與大陸共生」的建設性立場，因此常受到李登輝派與獨派批評；面對這些批評，戴國煇回應「我不是獨派、也不是統派，我是正派」、「我是生於台灣的客家系中國人」。1996年12月戴國煇在國家發展會議質疑李登輝的兩國論與其過度依附日本及美國的政治路線之後，李登輝在1999年5月聘請新一屆國家安全會議諮詢委員時不再續聘戴國煇；後來戴國煇擔任中國文化大學歷史系專任教授，並在國立政治大學兼課。
2001年1月9日，戴國煇因為感冒引發敗血症病逝於台大醫院，享年70歲；其骨灰海葬灑於臺灣海峽。

## 著作
- 《台灣史研究：回顧與探索》：遠流出版公司1985年3月25日初版、1985年4月15日二版
- 《台灣總體相：住民、歷史、心性》（魏廷朝譯）：遠流出版公司1989年9月16日初版一刷，ISBN 957-32-0141-0
- 《愛憎2,28 神話與史實：解開歷史之謎》（與葉芸芸合著）：遠流出版公司，1992年，ISBN 957-32-1504-7
- 《台灣結與中國結：睪丸理論與自立、共生的構圖》：遠流出版公司1994年5月16日初版一刷，ISBN 957-32-2234-5
- 《戴國煇談台灣歷史與現實1 台灣史探微：現實與史實的相互往還》：南天書局1999年11月初版一刷，ISBN 957-638-529-6
- 《戴國煇談台灣歷史與現實2 台灣近百年史的曲折路：「寧靜革命」的來龍去脈》：南天書局2000年初版，ISBN 957-638-556-3
- 《戴國煇談台灣歷史與現實3 台灣史對話錄》：南天書局2002年初版，ISBN 957-638-594-6
- 《臺灣霧社蜂起事件：研究與資料（上）》（魏廷朝譯）：國史館2002年4月初版，ISBN 9570107863（平裝）、ISBN 9570107685（精裝）
- 《臺灣霧社蜂起事件：研究與資料（下）》（魏廷朝譯）：國史館2002年4月初版，ISBN 9570107871（平裝）、ISBN 9570107693（精裝）

## 註解
1. ↑  戴國煇，〈隱痛的傷痕〉
2. ↑  戴國煇，〈戰後台日關係與我〉
3. ↑  王曉波. . 《海峽評論》第136期（2002年4月號）. 2002-04  [2015-08-20]. （原始内容存档于2015-09-24）.
4. ↑  〈戴國煇教授生平略傳〉，《海峽評論第123期》。
5. ↑  杜繼平，〈爝火不熄‧長照天地 - 悼念戴國煇教授〉。
6. 1 2  〈戴國輝夫人序〉，《戴國煇全集》。
7. ↑  張鈞凱，〈林憲：低調的愛國者 訪戴國煇夫人林彩美女士〉[永久]，《海峽評論》第253期（2012年1月號）。
8. ↑  李娜. . 中評社. 2018-10-25  [2019-01-01]. （原始内容存档于2019-08-23） （中文（香港））.
9. ↑  戴國煇，〈研究台灣史的經驗談(1)〉 （页面存档备份，存于），夏潮聯合會。
10. ↑  戴國煇，〈研究台灣史的經驗談(2)〉 （页面存档备份，存于），夏潮聯合會。
11. ↑  戴國煇，〈研究台灣史的經驗談(5)〉 （页面存档备份，存于），夏潮聯合會。
12. ↑  戴國煇. . 《中華雜誌》第263期（1985年6月號）: 40－44. 1985-06.
13. 1 2 3  楊中美，〈正派治史做人：悼憶戴國煇師(完)〉 （页面存档备份，存于），夏潮聯合會。
14. ↑  陳宛茜，〈戴國煇全集 「還他公道」〉 （页面存档备份，存于），聯合報，2011年4月15日。